# Gobemouche sombre
Muscicapa adusta
Espèce
Synonymes
- Alseonax adustus[1]

Statut de conservation UICN

 LC  : Préoccupation mineure
Le Gobemouche sombre (Muscicapa adusta) est une espèce d'oiseaux de la famille des Muscicapidae. Son aire s'étend à travers les montagnes et hauts plateaux d'Afrique subsaharienne.

## Liste des sous-espèces
Selon la classification de référence du Congrès ornithologique international (version 12.1, 2022) :
- M. a. poensis (Alexander, 1903) — ligne du Cameroun (y compris à Bioko) ;
- M. a. pumila (Reichenow, 1892) — Nord du Cameroon, sud du Soudan du Sud, Ruwenzori, Kenya et Nord de la Tanzanie ;
- M. a. minima Heuglin, 1862 — plateaux d'Éthiopie ;
- M. a. subadusta (Shelley, 1897) — de l'Angola à l'Est du Zimbabwe et l'Ouest du Mozambique ;
- M. a. marsabit (Van Someren, 1931) — comté de Marsabit (Kenya) ;
- M. a. murina (Fischer, GA & Reichenow, 1884) — sud-est du Kenya et nord-est de la Tanzanie ;
- M. a. fuelleborni Reichenow, 1900	— Tanzanie ;
- M. a. mesica Clancey, 1974 — Zimbabwe ;
- M. a. fuscula Sundevall, 1850 — Est de l'Afrique du Sud ;
- M. a. adusta (Boie, F, 1828) — Sud de l'Afrique du Sud.